# Ugrin József
Ugrin József (Endrőd, 1910. február 18. – Budapest, 1993. március 14.) a KALOT egyik főszervezője, a Demokrata Néppárt országgyűlési képviselője, színész.

## Élete

### Családja és tanulmányai
A gazdálkodó Ugrin Sándor és Kováts Ilona gyermeke. Kilencen voltak testvérek, de csak hatan érték meg a felnőttkort. Római katolikus vallásban nevelkedett. Az elemi iskolát szülőfalujában, Endrődön végezte, majd Kecskeméten folytatta tanulmányait a katolikus, majd a református gimnáziumban. Az érettségi után a Királyi Magyar Pázmány Péter Tudományegyetem Jog- és Államtudományi Karán két évig jogi tanulmányokat folytatott, de Rózsahegyi Kálmán szintén endrődi származású színész hatására színművészeti tanulmányokba kezdett. Először a Pécsi Nemzeti Színházhoz szerződött le, majd a Belvárosi Színházhoz került. Magánéleti csalódása miatt és mert második állomáshelyén nem kapott rögtön szerepeket, európai utazásra indult. Nancyban, majd Párizsban jogot tanult, és 1935-ben beutazta a világot.
1947-ben kötött házasságot Katona Irénnel. Négy gyermekük született. Egyik lányuk, Ugrin Emese a rendszerváltás után az újjászerveződő KDNP első főtitkára lett.

### Közéleti szerepvállalása a második világháború előtt
1935 őszétől vállalt szerepet a KALOT szervezésében, majd hamarosan főtitkárává választották. Kerkai Jenővel és Farkas Györggyel hárman indították útjára az országos mozgalmat. 1940-ben az első KALOT népfőiskolának alapító igazgatója lett. 1943-tól elindult egy modern értelemben vett kereszténydemokrata párt szervezése, amely szervezkedésre a hercegprímás, Serédi Jusztinián is áldását adta. Ebben a munkában Ugrin is első perctől részt vett, ahogy a közvetlenül a nyilas hatalomátvétel előtti őszi egyeztetéseken is jelen volt Varga László lakásán.
Október 31-én Ugrin már a KDNP nevében, Nagy Töhötöm pedig a KALOT képviseletében fölkeresték a szovjet katonai parancsnokságot, hogy már előre lépéseket tegyenek a katolikus tömegmozgalmak védelmében, és egyben hiteles információval szolgáljanak ezekről a szervezetekről. 1944 decemberében az Ideiglenes Nemzetgyűlés helyszínén, Szegeden újra elindították a KALOT-ot és annak saját kiadványát. A szervezést is megkezdték.

### Politikai pályafutása a koalíciós években
A második világháború végén Budapesten csatlakozott a KDNP központi irodájához, így gróf Pálffy József elnök egyik titkára lett. A párton belül azonban szakadás történt, az immáron Mindszenty által vezetett egyház és a párt tagságának, a Barankovics István vezette csoportosulás konfliktusa miatt. Ugrin a barankovicsi irányt támogatta, de egy időre inkább a KALOT-ban végzett szervező munkát. 1946-ban azonban – más katolikus tömegmozgalmakkal együtt – feloszlatták a KALOT-ot. Kísérletet tettek annak újraszervezésére Katolikus Parasztifjúsági Szövetség néven, de ezzel Ugrin már nem értett egyet. Gazdálkodni kezdett. Megpróbálta megvalósítani mindazt, amit a katolikus népfőiskolán tanítottak.
1947 nyarán Hajdúnánáson élt, ott keresték fel a Demokrata Néppárt szervezői, hogy vállalja el a képviselőjelöltséget. Az 1947. augusztus 31-i országgyűlési választásokon a Pest megyei listáról bekerült az Országgyűlésbe. A hatóságok múltja miatt nem hagyták békén. A rendőrség államvédelmi osztálya kezdetben arra próbálta rávenni, hogy a DNP és az Actio Catholica tagjairól nyújtson információkat, megfenyegetve mandátumának elvesztésével. Egy képviselőtársa 1948 júniusában végül összeférhetetlenségi eljárást kezdeményezett ellene, arra hivatkozva, hogy szerkesztője volt egy KALOT kiadványnak, egy „fasiszta-sajtóterméknek”. Bár a bíróság kimondta, hogy Ugrint nem tekintik a demokrácia ellenségének, mandátumától júliusban mégis megfosztották.

### A diktatúra idején
1948 nyarán tehát teljesen visszavonult a politikától, sőt Budapestről is elköltözött családjával Hunya községre, ahol 9 kat. hold földön gazdálkodott. Szövetkezet alakításába kezdett, de a helyi tanács ellenezte kezdeményezését, 1950-ben pedig kuláknak nyilvánították. Miután kényszerből földjét fölajánlotta az államnak, hazaköltözött Endrődre, és a megmaradt családi birtokon gazdálkodott. Az 1956-os forradalomba nem kapcsolódott be. Bár elindult a fővárosba egy élelmiszer-szállítmánnyal, teherautójukat Szolnokon visszafordították.
Az 1950-es évek végén végül is visszatért Budapestre. Segédmunkásként dolgozott. Majd a hajdani érdi népfőiskolás társának, Dobi Istvánnak köszönhetően a répcelaki Szénsavtermelő Vállalatnál helyezkedett el. 1976 decemberében ment nyugdíjba. 1983-ban pedig a rendszer enyhülő politikai környezetében a Hazafias Népfronton belül is szerepet vállalt, a szervezet keretén belül megalakult Népfőiskolák Baráti Körének alelnökévé választották.

### A rendszerváltás után
A rendszerváltás idején újjáalakuló Demokrata Néppárt szervezésében kezdetektől szerepet vállalt. Ő is aláírta azt a nyilatkozatot Keresztes Sándor és Matheovits Ferenc mellett, amely 1989. március 17-én meghirdette a párt újraindulását. Kezdetektől tagja lett a párt Intézőbizottságának. 1991-ben a KDNP Barankovics-emlékéremmel ismerte el pályafutását.

### Jelentősebb művei
- Virradat. Színmű; KALOT, Szeged, 1938
- Vezérkönyv. 2. kötet; KALOT. Bp., 1940. (2. kiad.)
- Morgenrot. Schauspiel (Virradat); németre ford. Johann Wagner; Kalot, Bp., 1941
- Föld és lélek; Stephaneum Nyomda, Bp., 1947 (Actio Catholica)
- Emlékezéseim. A KALOT parasztifjúsági mozgalomról, a népfőiskolákról, meg egy kicsit előbbről is; Magyar Népfőiskolai Társaság–Püski, Bp., 1995